# Gildo Siorpaes
Gildo Siorpaes, född 12 januari 1938 i Cortina d'Ampezzo, är en italiensk före detta bobåkare.
Siorpaes blev olympisk bronsmedaljör i fyrmansbob vid vinterspelen 1964 i Innsbruck.